# Serie 030-2537 a 2539 de Renfe
La serie 030-2537 a 2539 de Renfe fue un conjunto de locomotoras de vapor procedentes de la antigua serie 1396 a 1398 de la Compañía de los Caminos de Hierro del Norte de España. 
En 1949, la 030-2537 estaba en el depósito de Cajo en Santander, la 2538 en gran reparación en Valladolid, y la 2539 en el depósito de la misma ciudad. La 030-2538 fue retirada en 1955, la 2537 en 1956 y la 2539 en 1959.